# Sarıdibek, Patnos
Sarıdibek là một xã thuộc huyện Patnos, tỉnh Ağrı, Thổ Nhĩ Kỳ. Dân số thời điểm năm 2011 là 261 người.